# Littoriali

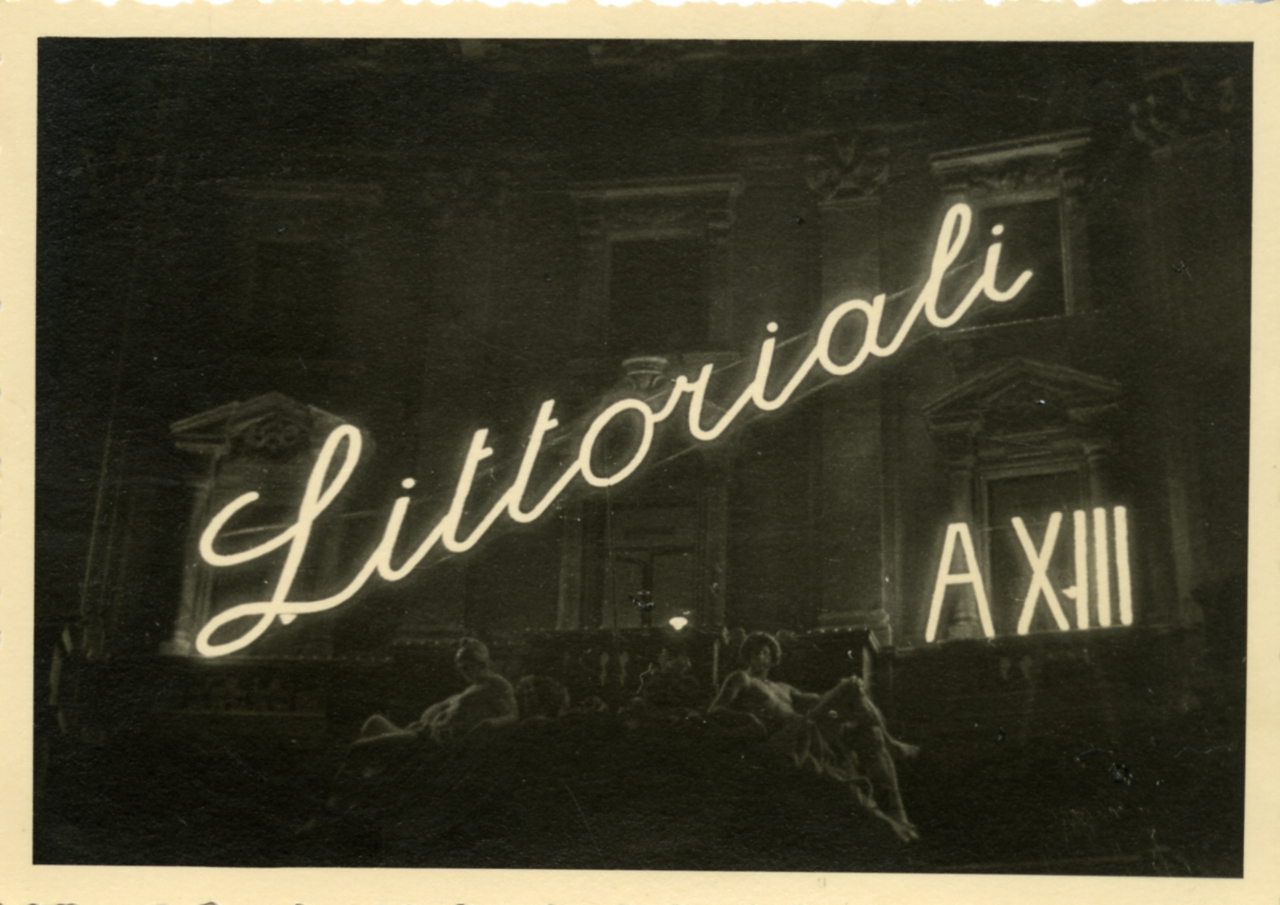
Scritta luminosa per celebrare i Littoriali del 1934 (anno XIII dell'Era Fascista). Archivio Paolo Monti

I Littoriali dello Sport, della Cultura e dell'Arte e del Lavoro, erano manifestazioni di propaganda del regime fascista, che si svolsero durante il periodo 1932-1940.

## Organizzazione
(Giuramento dei Littoriali)
I Littoriali venivano organizzati dalla Segreteria Nazionale del Partito Nazionale Fascista in concerto con la Scuola di Mistica Fascista e le sedi provinciali dei Gruppi Universitari Fascisti (GUF), che preparavano ed illustravano i temi delle manifestazioni all'inizio di ogni anno accademico.

Ogni GUF iscriveva i propri studenti, scelti tramite selezioni provinciali alle diverse categorie.

Nella prima parte dell'anno venivano organizzati dibattiti e conferenze riguardanti le tematiche da affrontare, successivamente si passava alle competizioni, alle quali partecipavano anche i GUF di quelle città che non avevano sedi universitarie.

Promotori dell'iniziativa furono Alessandro Pavolini e Giuseppe Bottai, divenuti poi responsabili del Ministero della cultura popolare e di quello dell'Educazione Nazionale.

## Le competizioni

Foto commemorativa di un littoriale, i simboli delle diverse sezioni sono raggruppati sotto la M mussoliniana

### Littoriali dello Sport
Svoltisi la prima volta nel 1932 su iniziativa del segretario del PNF Achille Starace, si sviluppavano in due fasi: in inverno (in genere tra fine febbraio e inizio marzo) avevano luogo i Littoriali della neve e del ghiaccio, dedicati agli sport invernali; in maggio si svolgevano i Littoriali estivi, che comprendevano numerose discipline sportive. Il regolamento e gli sport previsti cambiarono molte volte nel corso degli anni. Una modifica particolarmente importante fu introdotta nel 1935, quando furono aggiunti gli Agonali, che avevano luogo in primavera nelle singole sedi universitarie e fungevano da selezione per i Littoriali. 
Il numero di partecipanti ai Littoriali variò di anno in anno, ma in genere era compreso tra 2.000 e 4.000 atleti. I Giochi erano occasione per pompose cerimonie, alle quali assistevano il segretario del Partito Nazionale Fascista e altre autorità.
Ai Littoriali era stilata una classifica generale, in base ai punteggi ottenuti dai Guf nei singoli sport. Il Guf vincitore era proclamato "Guf Littoriale" per l'anno in corso, e aveva diritto a portare sulla propria divisa una M d'oro (iniziale di Mussolini). Con l'eccezione della prima edizione, vinta dal Guf di Torino, il titolo andò sempre al Guf di Milano.
Per molti anni la partecipazione fu riservata agli studenti di sesso maschile. Le studentesse fecero un'apparizione ai Littoriali del 1933 e furono poi escluse fino al 1937, quando si tennero i primi Campionati nazionali universitari per studentesse, a posteriori considerati prima edizione dei Littoriali femminili. Dal 1938, la competizione, organizzata in una sede diversa da quella dei Littoriali maschili, ebbe luogo regolarmente.
I Littoriali maschili si svolsero fino al 1940; quelli femminili fino al 1942.

### Littoriali della Cultura e dell'Arte
Dopo una prima edizione pionieristica del 1933, la prima edizione ufficiale si svolse a Firenze tra il 22 ed il 29 aprile 1934, con l'obiettivo di dare la possibilità di mettersi a confronto ai giovani più brillanti messisi in luce all'interno dei vari GUF nazionali.
Si svolsero sette edizioni in altrettante città italiane: a Firenze nel 1934, a Roma nel 1935, a Venezia nel 1936, a Napoli nel 1937, nel Palazzo dei Normanni a Palermo nel 1938, a Trieste nel 1939 e a Bologna nel 1940.
La selezione iniziale era denominata "Agonali interprovinciali della cultura e dell'arte" (successivamente "Prelittoriali"), costituita da convegni e concorsi aventi come materie:
- Convegni: Elementi di Cultura fascista, Studi coloniali, Studi politici e scientifici, Studi sulla razza, Studi sulla medicina e biologia, Studi militari, Studi di critica letteraria ed artistica.
- Concorsi: Studi su vari elementi e sezioni di letteratura, scienze sociali e politiche, critica, musica, spettacolo e giornalismo, composizione poetica, commedie, regia, film documentari, canto corale, soggetti cinematografici, architettura, affresco, scultura, scenografia, trasmissioni radiofoniche arte pubblicitaria.

I partecipanti ai primi presentavano relazioni sulle quali si instaureranno dibattiti, mentre i partecipanti ai Concorsi presentavano opere scritte, che venivano valutate da una Commissione esaminatrice, composta dai maggiori rappresentanti della società italiana.

Ogni Ateneo nominava un vincitore per i Convegni ed uno per i Concorsi, che divenivano "Littori" e partecipavano alle finali che si tenevano nel mese di maggio.

### Littoriali del Lavoro
Ai Littoriali del Lavoro, oltre agli studenti universitari, partecipavano anche i giovani lavoratori di pari età, con lo scopo di mettere in luce capacità ed attitudini.
Questi Littoriali vennero organizzati a partire dal 1936 con l'obbiettivo, riuscito, di avvicinare e cementare tra loro le differenti classi sociali giovanili: studenti e lavoratori venivano messi a contatto, dando loro la possibilità di cimentarsi nelle stesse prove o specialità.
Come i precedenti, anche in questo caso si svolgevano Prelittoriali a carattere provinciale, diretti dal GUF di riferimento e dalla locale Federazione dei Fasci di Combattimento. La manifestazione era divisa in due parti: la prima prevedeva gare teoriche riguardanti conoscenze tecniche, professionali e di elementi di storia ed istituzioni del Fascismo (in particolare sull'organizzazione del lavoro). La seconda parte consisteva invece in gare pratiche di agricoltura, commercio, industria ed un concorso per invenzioni e ritrovati pratici per l'indipendenza economica nazionale.

## Premi
I vincitori dei Littoriali (Littori d'Italia) ricevevano in premio un prestigioso distintivo in oro riproducente la "M" mussoliniana.

Per i Littoriali di Cultura, Arte e Sport erano previsti premi in denari ed incarichi nelle organizzazioni del Partito.

Per i Littoriali del lavoro si ottenevano assunzioni in aziende con incarichi di rilievo, aumenti di salario, e benefici vari.

## Docenti
Ai Littoriali presero parte i migliori intellettuali del Regime, e i docenti universitari maggiormente schierati con il PNF. 
Tra i commissari dei Littoriali si annoverano:
- Ugo Spirito[3]
- Amintore Fanfani
- Carlo Alberto Biggini
- Fortunato Depero
- Teresio Olivelli
- Corrado Pavolini
- Libero Lenti
- Livio Livi
- Paolo Fortunati

## Partecipanti famosi
Ai Littoriali parteciparono i giovani più intraprendenti del Pnf, spesso critici col sistema politico italiano, considerato ancora troppo borghese e non slanciato verso una mentalità interventista.
Moltissimi dei partecipanti, come si può vedere, rappresentarono nel dopoguerra alcune delle migliori energie della Nazione, pur collocandosi spesso in schieramenti diversissimi e facendo così dubitare alcuni della reale esistenza di un totalitarismo fascista, considerato che molti saranno dopo il 1945 ferventi avversari del Fascismo.

Su queste precipitose "inversioni" di rotta, ci illumina Bottai
(Giuseppe Bottai, Abc, n°10, ottobre 1954)
Tra i partecipanti famosi ai Littoriali si annoverano:
- Aldo Airoldi[4]
- Ugoberto Alfassio Grimaldi[5]
- Mario Alicata[6]
- Giorgio Almirante[7]
- Antonio Amendola[3]
- Sirio Angeli[8]
- Michelangelo Antonioni[9]
- Ermanno Bazzocchi[10]
- Umbro Apollonio
- Rosario Assunto
- Gaetano Baldacci[11]
- Giorgio Bassani[12]
- Roberto Battaglia
- Silvio Bertoldi
- Bruno Bettinelli[13]
- Pietro Bianchi
- Agostino Bignardi[14]
- Walter Binni
- Piero Biscaretti di Ruffia[15]
- Carlo Bo[16]
- Vitaliano Brancati[3]
- Alessandro Brissoni
- Vincenzo Buonassisi[17]
- Luigi Bulferetti
- Franco Calamandrei[18]
- Lanfranco Caretti
- Cesare Cattaneo[19]
- Fernando Cerchio[20]
- Felice Chilanti[3]
- Michele Cifarelli
- Giuseppe Codacci Pisanelli[3]
- Luigi Comencini[21]
- Achille Corona[22]
- Orazio Costa[23]
- Danilo De' Cocci[23]
- Luigi Panarella[24]

- Umberto De Franciscis[3]
- Raffaele De Grada[25]
- Dino Del Bo[26]
- Mario Delle Piane
- Ernesto De Marzio
- Mario De Micheli
- Giuseppe De Santis[27]
- Rodolfo De Stefano[8]
- Leone Diena
- Luciano Emmer[23]
- Mario Ferrari Aggradi[28]
- Luigi Firpo[29]
- Franco Fortini[30]
- Pietro Francisci[22]
- Basilio Franchina[23]
- Dino Frumento[22]
- Enrico Fulchignoni[17]
- Eugenio Galvano
- Fidia Gambetti
- Emilio Stefano Garau
- Gianandrea Gavazzeni
- Alfonso Gatto[31]
- Pier Emilio Gennarini
- Carlo Giglio
- Alberto Giovannini
- Amerigo Gomez[32]
- Gianni Granzotto[33]
- Emilia Granzotto[34]
- Lorenzo Guerrini[35]
- Luigi Gui[36]
- Renato Guttuso[37]
- Pietro Ingrao[38]
- Ruggero Jacobbi
- Jader Jacobelli[39]

- Alberto Lattuada[3]
- Michele Lizzi
- Lucio Lombardo Radice[3]
- Antonio Giuseppe Longo
- Raimondo Manzini[8]
- Domenico Meccoli[3]
- Luigi Meneghello[40]
- Silvio Micheli[41]
- Milena Milani[42]
- Franco Modigliani[43]
- Alberto Mondadori[22]
- Riccardo Morbelli[22]
- Guglielmo Morandi[23]
- Aldo Moro[44]
- Ugo Mursia
- Carlo Muscetta[45]
- Teresio Olivelli[46]
- Alfredo Orecchio[47]
- Enzo Paci
- Guido Pallotta
- Francesco Pasinetti[48]
- Pier Paolo Pasolini
- Sandro Paternostro
- Enzo Pezzato[49]
- Fantasio Piccoli[50]
- Giaime Pintor[51]
- Vasco Pratolini
- Luigi Preti[52]
- Giorgio Prosperi[53]
- Renzo Renzi
- Giovanni Roberti[54]
- Luigi Romersa[55]
- Edilio Rusconi[56]
- Giuseppe Sala[57]
- Filiberto Sbardella (1936)

- Adriano Seroni[17]
- Carlo Alberto Severa[58]
- Francesco Siciliani [59]
- Leonardo Sinisgalli[60]
- Paolo Sylos Labini
- Giacinto Spagnoletti[61]
- Mario Spinella
- Mario Stefanile[62]
- Ettore Stella
- Paolo Emilio Taviani[63]
- Carlo Terron[22]
- Nino Tripodi[17]
- Antonello Trombadori[64]
- Gaetano Tumiati
- Turi Vasile[32]
- Giuliano Vassalli[3]
- Giuseppe Vedovato
- Marcello Venturoli[25]
- Giancarlo Vigorelli[65]
- Mario Zagari[54]
- Mario Zanoletti
- Federico Zardi[17]
- Bruno Zevi
- Vittorio Zincone[3]